# Zasvěcený život
Katolická církev rozlišuje různé formy, jak následovat Ježíše Krista. Jednou z cest je zasvěcený život.

## Definice zasvěceného života

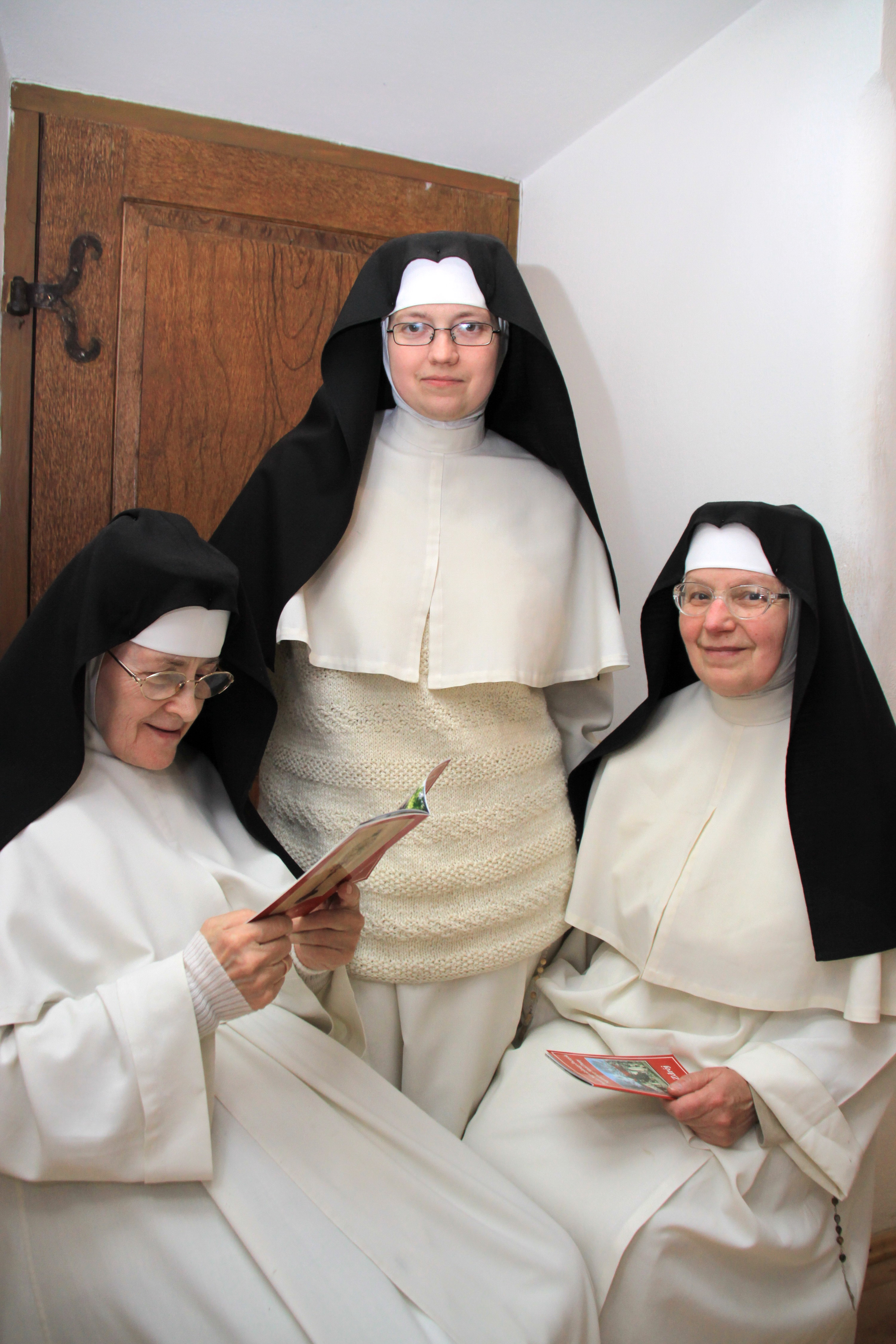
Premonstrátské řeholnice

Je to množina, která zahrnuje všechny řeholníky a některé laiky. Zasvěcený život je Boží dar církvi a zároveň církev darující se Bohu. Jeho ústředním cílem je „ustavičné hledání Boha“. Je charakterizován jistou formou institucionalizace a má mnoho podob. K církevně uznávaným formám zasvěceného života patří: život poustevníků, život zasvěcených panen, zasvěcený život v rámci sekulárních institutů a řeholní život.
Křesťanství vyznává, že každý člověk má od Boha povolání. Už samotný fakt existence člověka znamená, že je povolán k životu. Toto povolání je základním povoláním.
Všichni, kdo jsou pokřtěni, jsou povoláni k následování Krista a k účasti na jeho životě, tedy ke svatosti v životě víry.
Etymologie slova „povolání“ odkazuje na přítomnost někoho, kdo volá, kdo dává návrh, jedná se o jeho iniciativu. Je to volání Boha. Existenčním a eschatologickým cílem každého povolání je život v Kristu, neboť je zde obsaženo jak následování (uskutečňování jeho vůle a napodobování života), tak zpodobení s ním (všeobecné a služebné kněžství) a snubní odevzdání se jemu (křestní a řeholní zasvěcení) v každodenních událostech a ve vzkříšení.
Každé povolání má svou dynamiku: povolání od Boha – rozlišení a lidská odpověď – poslání.
Ve křtu jsme byli všichni zasvěceni. Mluví-li se o zasvěceném životě, jde o tzv. nové zasvěcení. Nezasvěcuje se člověk, ale Bůh si člověka zasvěcuje (člověk se odevzdává). Slovo zasvěcení znamená „učinění posvátným“, „vynětí z profánního užívání“, a tak si Bůh odděluje zasvěcenou osobu pro sebe, aby mu byla „výhradním vlastnictvím“.

### Křestní zasvěcení
Je uschopnění k životu Božích dětí skrze Krista v Duchu: laik Krista především – nikoli výlučně, neboť to platí i o ostatních, stejně tak jako on má rovněž podíl na zpodobení s Kristem a jeho snubním přijetí – následuje.

### Řeholní/sekulární zasvěcení
Je uschopnění Duchem k životu po způsobu Krista: zasvěcená osoba Krista napodobuje svým životním stylem. (Na základě snubního přijetí: je-li Kristus mým Snoubencem, žiji „materiálně“ jeho životním stylem.)

## Řeholní život
Řeholní život je jedna z forem zasvěceného života, od ostatních se liší třemi sliby (na rozdíl od zasvěceného života laiků, který předpokládá jen jeden slib: slib čistoty) a společenstvím.
Řeholní život je úplným darováním sebe Bohu, naprostou službou jemu, zvláštní formou zasvěcení Pánu. Je charakterizován dobrovolně přijatým závazkem zachovávat „evangelijní rady“ neboli sliby chudoby, čistoty a poslušnosti (některé kongregace skládají i čtvrtý slib, např. milosrdenství, poslušnost papeži) a žít ve společenství. Každá kongregace má vlastní charisma. Je to částečný příspěvek konkrétní řeholní rodiny ke zpřítomnění plnosti Krista v církvi (např. Kristus trpící, Kristus vyučující, Kristus modlící se). Charisma je dar Ducha svatého, který obdržel zakladatel řeholní rodiny a předal svým duchovním synům a dcerám. Oni ho dál žijí, uchovávají, prohlubují a neustále rozvíjejí. Charisma podmiňuje a vymezuje spiritualitu konkrétní řeholní rodiny (konkrétní způsob prožívání křesťanského života): kontemplace, apoštolát, charita.
Každá řeholní rodina má svá pravidla (řehole, konstituce). Obvykle se členové řeholních společenství navenek vyznačují charakteristickým řeholním oděvem. Než jedinec složí věčné (slavné) sliby, prochází počáteční neboli prvotní formací, po slibech se dále rozvíjí v trvalé formaci.